# Çò des de Gaston
Çò des de Gaston és una casa d'Unha al municipi de Naut Aran (Vall d'Aran) inclosa a l'Inventari del Patrimoni Arquitectònic de Catalunya.

## Descripció
Çò de Gastòn és un casal fonamental en la mateixa roca que corona l'església de Santa Eulària,davant de Çò de Baile.Si deixem de banda l'arquitectura popular de la Val,l'element més sobresortint de la notable construcció és una porta bastida amb carreus de mides mitjanes i una llinda monolítica sobre permòdols que acaba formant un arc en el centre i duu inscrit l'any 1828.

## Història
Consta que els homes d'Unha tingueren cura de reglamentar els usos del puig; església, cementiri, recintefortificat (1266,1278). Altrament el nom de la casa serva relació amb l'arribada a la Val de gent Gascunha (nom que ja duia un habitant de Bausen el 1298). En aquest sentit el qüestionari de Francisco de Zamora reporta una gran pesta que assolà Unha l'any 1650, la qual hauria superat gràcies a la intervenció de Sant Sebastià.